# Fleke (2011.)
Fleke je hrvatski dugometražni dramski film u žanru trilera iz 2011. godine kojeg je režirao Aldo Tardozzi prema vlastitom scenariju. Premijeru je imao na filmskom festivalu u Puli 2011, a iste je godine prikazan i na filmskim festivalima u Motovunu, Sarajevu, Varšavi i Prištini. Godinu dana nakon premijere i kino distribucije u Hrvatskoj, osvojio je i dvije nagrade, jednu na filmskom festivalu u Beogradu (Posebno priznanje žirija) te jednu u Torontu (nagrada Rising star).

## Radnja
Nakon što sedamnaestogodišnju Lanu siluje njezin puno stariji dečko Igor, ona se odlazi smiriti u obližnjem baru gdje sreće Irenu, vršnjakinju koja je u potrazi za novcem koja je upravo ubila taksista. Iako su im osobnosti i društvena pozadina u potpunosti različite Lana odlučuje pomoći Ireni u njezinoj potrazi, međutim, nakon što potonja sazna za događaje koji su spopali Lanu te večeri odlučuje njihovu noć pretvoriti u nešto zanimljivije. 

## Uloge
- Iskra Jirsak - Lana
- Nika Mišković - Irena
- Živko Anočić - Igor
- Goran Grgić - Lanin otac
- Sanja Vejnović - Lanina majka
- Filip Križan - Vlado
- Franjo Kuhar - Branko
- Alen Liverić - dr. Mario
- Jan Kerekeš - Zoki
- Alan Katić - policajac Luka
- Amar Bukvić - taksist Žac
- Siniša Labrović - taksist Ante
- Nikša Butijer - taksist Mate
- Draško Zidar - taksist Goran
- Otokar Levaj - taksist Ivica
- Višnja Babić - taksistica Željka
- Ozren Grabarić - skitnica
- Vedran Mlikota - barmen
- Marija Škaričić - medicinska sestra
- Lucio Slama - portir
- Robert Ugrina - tramvajac
- Ljiljana Bogojević - Manda
- Marijana Mikulić - medicinska sestra
- Stjepan Tribuson - Rochelle Rochelle
- Branimir Tonković - Rochelle Rochelle
- Saša Nužda - Rochelle Rochelle